# Józef Wiktor Muszyński
Józef Wiktor Muszyński (ur. 16 stycznia 1897 w Krakowie, zm. 18 marca 1941 w KL Auschwitz) – kapitan piechoty Wojska Polskiego, kawaler Orderu Virtuti Militari.

## Życiorys
Był synem Władysława i Antoniny z Łosowskich. Ukończył kurs przygotowawczy seminarium nauczycielskiego męskiego w Krakowie. W marcu 1914 wstąpił jako ochotnik do armii austro-węgierskiej. W sierpniu tego roku wyruszył na front. 1 marca 1916 dostał się do niewoli rosyjskiej. W końcu lipca 1918 wrócił z niewoli i otrzymał dwumiesięczny urlop.
1 listopada 1918 w Krakowie wstąpił do Wojska Polskiego i walczył w wojnie polsko-bolszewickiej w szeregach 8 pułku piechoty Legionów. Brał udział w obronie Lwowa oraz Przemyśla. W lipcu 1919 jako sierżant sztabowy został przydzielony do kompanii przybocznej Naczelnego Wodza. Wyróżnił się w Bitwie Warszawskiej, dowodząc III plutonem w walce pod wsią Ruda 17 sierpnia 1920. Za ten czyn męstwa dowódca kompanii przybocznej NW, kapitan Włodzimierz Mozołowski sporządził 10 czerwca 1921 wniosek na odznaczenie go Krzyżem Srebrnym Orderu Virtuti Militari.
Po zakończeniu działań wojennych pozostał w wojsku i do 1923 służył jako podoficer w 8 pułku piechoty Legionów. W lutym 1923 został skierowany na kurs przeszkolenia chorążych w Centralnej Szkole Podoficerów Piechoty Nr 1 w Chełmnie. Po powrocie z kursu został przeniesiony do Okręgowego Zakładu Gospodarczego Nr I w Warszawie-Pradze. W lutym 1924 został przeniesiony do 72 pułku piechoty w Radomiu, gdzie służył do 1927, w stopniu chorążego. 15 sierpnia 1928 prezydent RP mianował go podporucznikiem ze starszeństwem z dniem 1 sierpnia 1928 i 2. lokatą w korpusie oficerów piechoty, a minister spraw wojskowych wcielił do 72 pułku piechoty. W latach 1927–1933 był komendantem Przysposobienia Wojskowego w powiecie kozienickim. 2 grudnia 1930 został mianowany porucznikiem ze starszeństwem z dniem 1 stycznia 1931 i 8. lokatą w korpusie oficerów piechoty. W sierpniu 1933 wrócił do 72 pp na stanowisko zastępcy oficera administracyjno-materiałowego. Na stopień kapitana został mianowany ze starszeństwem z dniem 19 marca 1937 i 209. lokatą w korpusie oficerów piechoty. W marcu 1939 pełnił w nim służbę na stanowisku oficera mobilizacyjnego.
Przed zatrzymaniem mieszkał w Radomiu przy ul. Moniuszki 5. 25 lutego 1941 trafił do obozu koncentracyjnego Auschwitz (zarejestrowany w ewidencji obozowej jako kupiec i oznaczony numerem więźniarskim 10474). Tam 18 marca 1941 zmarł. Jego symboliczny grób znajduje się na cmentarzu Komunalnym w Radomiu (sektor D 12, rząd 13, grób 34).
W 1933 był wdowcem. Z pierwszego małżeństwa miał córkę Alicję (1926–2019) i syna Wiesława (ur. 1929). Po raz drugi ożenił się z Marią Józefą Gruszczyńską (1902–1990), z którą miał córkę Hannę (ur. 1940).

## Ordery i odznaczenia
- Krzyż Srebrny Orderu Wojskowego Virtuti Militari nr 4160[5]
- Krzyż Walecznych za obronę Równego 4 lipca 1920[5]
- Medal Pamiątkowy za Wojnę 1918–1921[5]
- Medal Dziesięciolecia Odzyskanej Niepodległości[5]

25 kwietnia 1933 Komitet Krzyża i Medalu Niepodległości odrzucił wniosek o nadanie mu tego odznaczenia „z powodu braku pracy niepodległościowej”.